# Весёлый (Октябрьский район)
Веселый — хутор в Октябрьском районе Ростовской области.
Входит в состав Краснокутского сельского поселения.

## География

### Улицы
- ул. Красноармейская,
- ул. Молодёжная,
- ул. Садовая,
- ул. Центральная.

## Население
| 2010 |
| ---- |
| 95   |